# Ayano Kunimitsu
Ayano Kunimitsu (国光文乃, Kunimitsu Ayano), née le 20 mars 1979, est une femme politique japonaise, représentant la préfecture d'Ibaraki à la Chambre des représentants du Japon pour le Parti libéral-démocrate japonais. Elle est nommée en 2022 dans le gouvernement Kishida II au poste de secrétaire parlementaire chargée des Affaires intérieures et des Communications.

## Jeunesse et études
Kunimitsu naît le 20 mars 1979 à Suō-Ōshima, dans la préfecture de Yamaguchi,. Issue d'une famille d'agriculteurs de mandarines, elle quitte Suō-Ōshima à une jeune âge pour suivre son père, employé de bureau. Elle se dirige vers des études dans le domaine médical sous l'influence de sa mère pharmacienne et du visionnage du film Tōki rakujitsu, et obtient son diplôme de médecine de l'Université de Nagasaki en 2003,. Après sa thèse de médecine, elle rejoint le Ministère de la Santé du Japon, en tant qu'ingénieure et conseillère dans le domaine médical, ce qui lui donne l'envie de se lancer en politique,.

## Carrière électorale
En 2017, elle annonce vouloir succéder au représentant Yūya Niwa (ja) de la sixième circonscription de la préfecture d'Ibaraki, qui part à la retraite, avec l'investiture du parti libéral-démocrate. Elle remporte l'élection et fait son entrée pour la première fois à la Diète, et rejoint la faction Kōchikai (en), menée par Fumio Kishida.

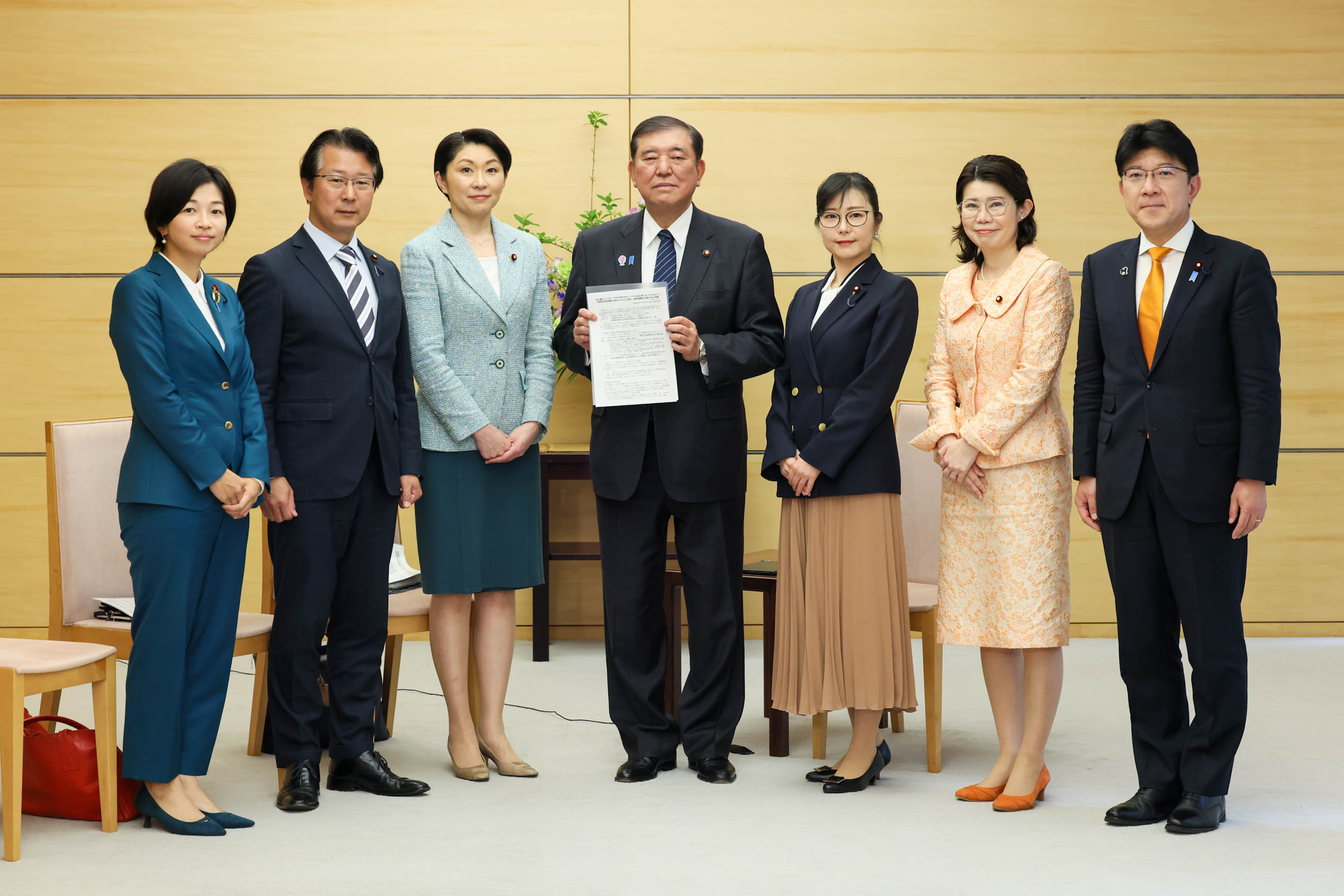
Kunimitsu en 2025, aux côtés d'autres parlementaires japonais (Kaoru Fukuda, Yūko Obuchi, le Premier Ministre Shigeru Ishiba etAyuko Katō) en 2025.

En 2020, elle rejoint un comité formé par le PLD luttant contre la désinformation sur internet, notamment dans un contexte de pandémie de coronavirus. En raison de son historique de professionnelle de santé, elle est régulièrement invitée dans les médias japonais lors de la crise sanitaire,.
Elle est candidate à sa réélection lors des élections législatives japonaises de 2021, et est réélue. En 2022, elle est nommée secrétaire parlementaire chargée des Affaires intérieures et des Communications au sein du gouvernement Kishida II.
Lors des élections législatives japonaises anticipées de 2024, Kunimistu ne parvient pas à conserver son siège dans la circonscription uninominale, mais se maintient à la Chambre des représentants grâce à la relance proportionnelle.

## Prises de positions
Kunimitsu s'implique fortement dans des campagnes de sensibilisation aux dépistages en tout genre à travers le Japon, notamment pour différents types de cancers.
Comme la majorité des représentants de son parti, elle fait la promotion et soutient les Abenomics, politique économique japonaise promue par le premier ministre Shinzō Abe. Elle estime également que l'énergie nucléaire est nécessaire à la contribution énergétique japonaise. Elle souhaite également une révision de la constitution antimilitariste du Japon.
Elle se déclare également favorable à la gratuité des enseignements et de l'éducation, de la maternelle à l'université et milite pour un abaissement de l'âge légal de vote.

## Vie privée
Elle est mariée à un fonctionnaire qu'elle a rencontré au Ministère de la Santé, et a un enfant. Grande amatrice d'arts martiaux, elle pratique le judo et le kendo.

## Controverses
Lors des élections législatives japonaises de 2021, elle est accusée d'avoir acheter certains électeurs lors de la campagne électorale, notamment lors de discours de campagne.